# Nervo dorsal do clitóris
O nervo dorsal do clitóris é um nervo em mulheres que se origina do Nervo pudendo para inervar o Clitóris. O nervo é importante para o prazer sexual feminino, e pode desempenhar um papel nas ereções do clitóris.
Ele segue a partir do ramo inferior do Púbis até o ligamento suspensor do clitóris. Em seu ponto mais espesso, o nervo tem 2 mm (0,079 pol) de diâmetro, visível a olho nu durante a dissecação. O nervo dorsal do clitóris divide-se em dois ramos nervosos ao lado da linha média, acompanhando de perto as cruras do clitóris.
Algumas cirurgias — por exemplo, procedimentos com slings para tratar incontinência urinária feminina — podem lesar o nervo, causando perda de sensibilidade no clitóris. Compreender esse nervo é importante para urologistas e ginecologistas que operam em órgãos próximos a ele.
O nervo dorsal do clitóris é análogo ao Nervo dorsal do pênis em homens. É um ramo terminal do Nervo pudendo.